# Photedes mabillei
Photedes mabillei là một loài bướm đêm trong họ Noctuidae.